# Cratere Delaunay
Delaunay è un cratere lunare di 44,63 km situato nella parte sud-orientale della faccia visibile della Luna, a sud-est del cospicuo cratere Arzachel. Due altri crateri sono adiacenti al margine di questa formazione: La Caille a sud-ovest e Faye a nord-est.

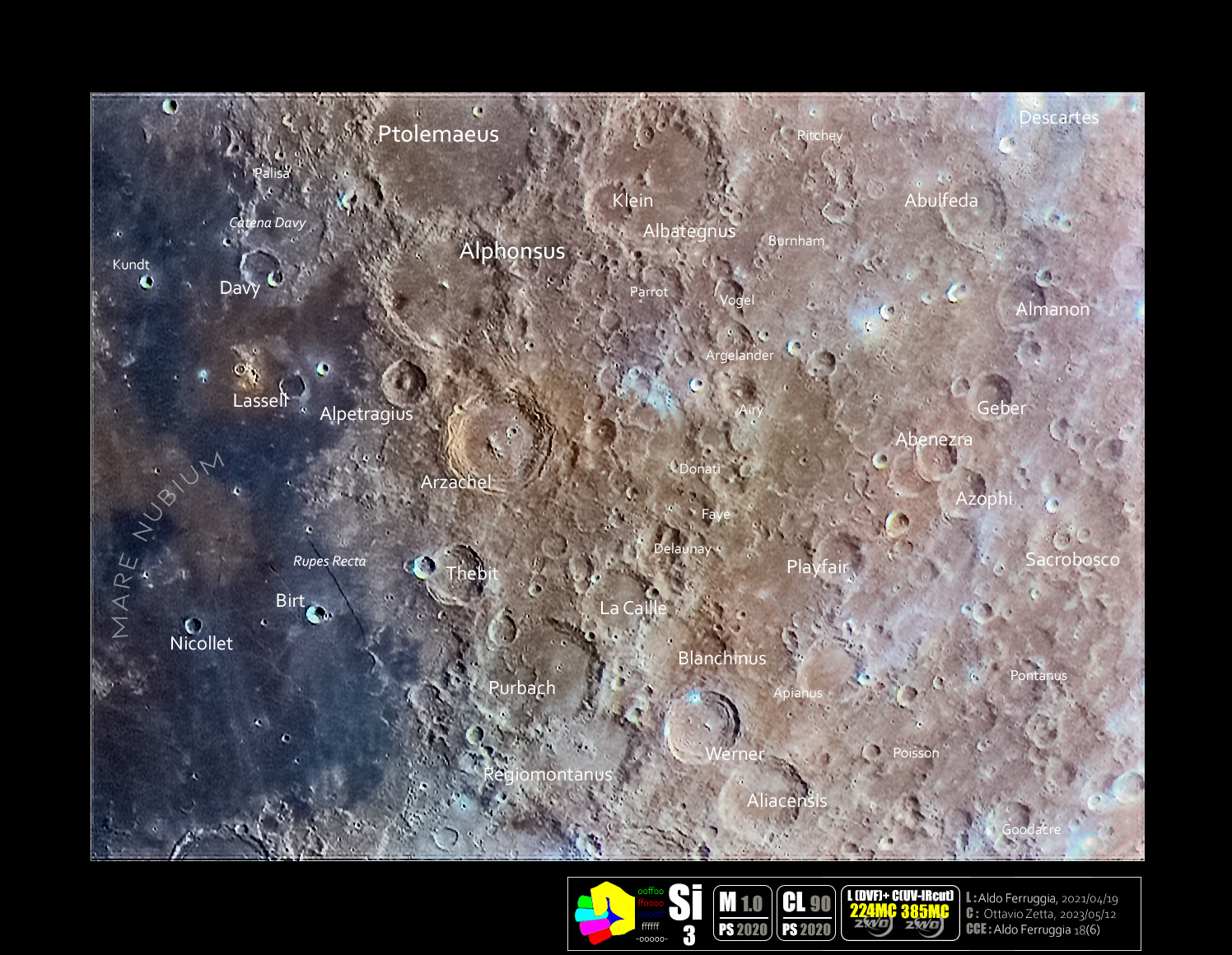
Il cratere con le strutture vicine in una Immagine Selenocromatica(Si)

Delaunay ha una forma irregolare, con una scarpata che divide il cratere circa a metà, partendo da nordest. Questa cresta diventa sempre più sottile avvicinandosi al margine sudoccidentale, sino ad interrompersi bruscamente, con una forma complessiva leggermente curvata.
Il bordo è assai irregolare e le pareti interne, altrettanto tormentate, variano molto come spessore. In particolare il bordo meridionale è molto danneggiato da impatti successivi. Tra questi vi è anche La Caille E, che arriva a comprendere parte dell'interno del cratere maggiore.
Il cratere è dedicato al matematico e astronomo francese Charles-Eugène Delaunay.

## Crateri correlati
Alcuni crateri minori situati in prossimità di Delaunay sono convenzionalmente identificati, sulle mappe lunari, attraverso una lettera associata al nome.
| Delaunay | Coordinate           | Diametro (in km) |
| -------- | -------------------- | ---------------- |
| A        | 22°00′36″S 2°01′12″E | 5,62             |